# عاكسات شمسية

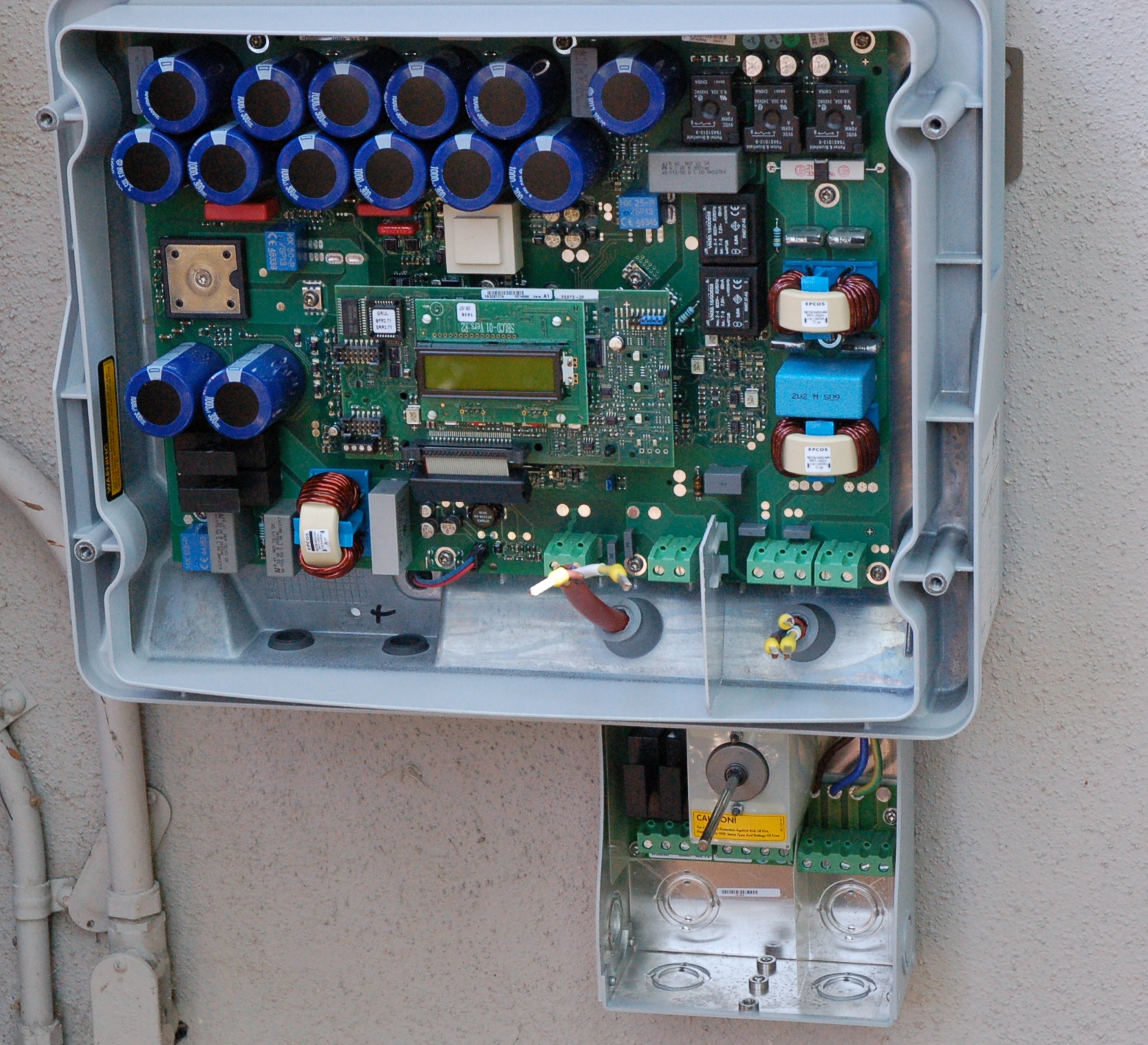
صورة لعاكس من الداخل، يظهر في الصورة العديد من المكثفات الكهربائية (القطع باللون الأزرق) تعمل على تخزين الطاقة وتحسين نوعية الموجة الخارجة

العاكسات الشمسية أو العاكسات الضوئية هي نوع من الأجهزة الكهربائية التي تحول التيار المستمر الذي يتولد من الالواح الشمسية إلى تيار متردد الذي يمكن تغذيته إلى الشبكة الكهربائية أو استخدامه بشكل محلي لتغذية حمل كهربائي منفصل عن الشبكة (مثال: المنازل أو المزارع أو آبار المياه في المناطق النائية التي لا تصلها الشبكة الكهربائية). تعتبر العاكسات الشمسية من المكونات المهمة لاستقرار انظمة الطاقة الشمسية الكهربائية حيث يسمح بتشغيل الاحمال الكهربائية التي تعمل بنظام التيار المتردد، وله أيضاً دور مهم في الحماية من ظاهرة التجزير في انظمة الألواح الشمسية المتصلة بالشبكة الكهربائية، ودور آخر في تتبع نقطة القدرة القصوة.

## الأصناف

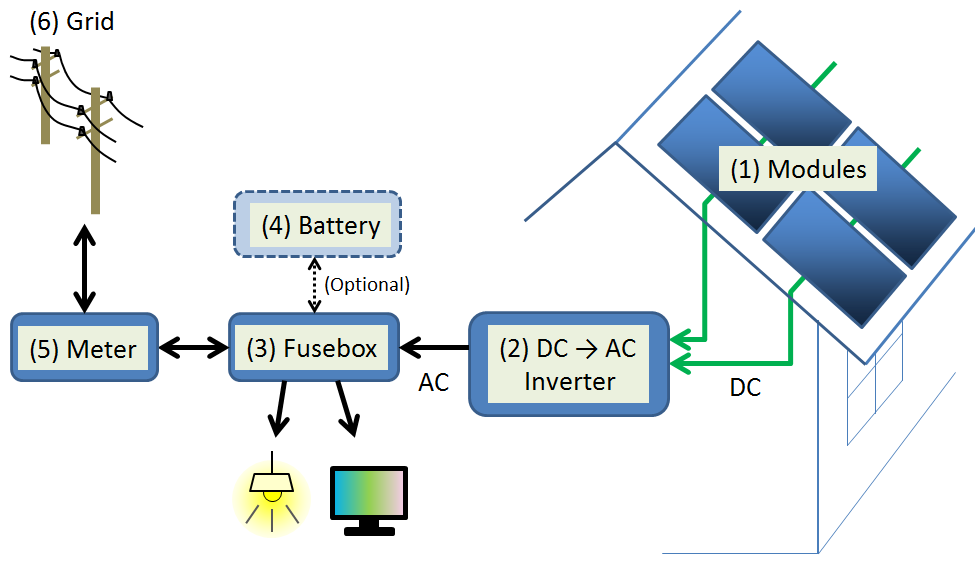
رسم مبسط لنظام الواح شمسية متصل بالشبكة.

العاكسات الشمسية يمكن تصنيفها إلى ثلاثة أنواع رئيسية:
1. العاكس المستقل، يستخدم في الأنظمة المفصولة عن الشبكة بحيث يقوم بتحويل التيار المستمر (DC) الخارج من البطاريات (التي يتم شحنها من الالواح الشمسية) إلى تيار متردد (AC). العديد من هذه العاكسات تحتوي شاحن للبطاريات للتمكن من شحن البطاريات في حال توفر التيار المتردد. عادةً لا يتصل هذا النوع مع الشبكة الكهربائية لذلك لا يحتاج ان يكون مصمم للحماية من ظاهرة التجزير. أي لمنع تدفق تيار كهربائي من نظام الالواح الشمسية إلى الشبكة خلال حدوث عطل لحماية العاملين على صيانة الشبكة من التعرض لصعقة كهربائية
2. العاكس المرتبط بالشبكة، يقوم هذا النوع بمطابقة الطور (Phase) للتيار الكهربائي الخارج منه مع الموجة الجيبية (Sign wave) القادمة من الشبكة الكهربائية. العاكسات المرتبطة بالشبكة (Grid-Tie Inverter) مصممة للتوقف عن تزويد الطاقة للشبكة الكهربائية بشكل آلي في حال انقطاع تيار الشبكة وذلك للحماية من ظاهرة التجزير (islanding) أي لمنع تدفق تيار كهربائي من نظام الالواح الشمسية إلى الشبكة خلال حدوث عطل لحماية العاملين على صيانة الشبكة من التعرض لصعقة كهربائية.
3. عاكس البطاريات الاحتياطية، نوع من العاكسات الكهربائية مصمم لتحويل التيار الخارج من البطاريات من مستمر إلى متردد، وكذلك تنظيم شحن البطاريات وتصدير الطاقة الزائدة بعد اكتمال شحن البطاريات إلى الشبكة الكهربائية، ويحتوي ايضاً حماية من ظاهرة التجزير.

## التجزير
هي ظاهرة استمرار تزويد الطاقة الكهربائية من أنظمة التوليد اللامركزية مثل انظمة الالواح الشمسية إلى الشبكة الكهربائية في حال انقطاع التيار من المزود الرئيسي للشبكة بسبب عطل أو لاعمال صيانة أو توسعة للشبكة الكهربائية. هذه الظاهرة تشكل خطراً على فنيي الصيانة عند العمل على الشبكة وذلك ظناً منهم أن الشبكة ليست مزودة بالكهرباء وذلك لانقطاع التيار من المصدر الرئيسي المغذي للشبكة بينما انظمة التوليد اللامركزية مستمرة في تزويد الشبكة بالطاقة الكهربائية.

## تتبع نقطة القدرة القصوى
تستخدم العاكسات الكهربائية نقطة القدرة القصوى أو (MPPT) للحصول على أقصى طاقة كهربائية ممكنة من مصفوفة الالواح الشمسية.الخلايا الشمسية ترتبط بعلاقة معقدة بين الاشعاع الشمسي والحرارة والحمل الكهربائي الكلي مما يقود لعلاقة غير خطية لكفاءة الخرج تعرف بمنحنى الجهد-التيار. الهدف من نظام تتبع نقطة القدرة القصوى هو مراقبة خرج الخلايا الشمسية لتحديد الحمل الكهربائي الذي يحقق أقصى قدرة في جميع الظروف البيئية.
عامل التعبئة أو اختصارًا (FF)، هو معامل يربط بين جهد الدارة المفتوحة (Voc) وتيار دارة القصور (Isc) للوح الشمسي (لوح ضوئي جهدي) محدداً القدرة القصوى للخلية الشمسية. ويعرف أيضاً بأنه النسبة بين أقصى قدرة للخلية الشمسية وحاصل ضرب جهد الدارة المفتوحة (Voc) وتيار دارة القصور (Isc) للخلية الشمسية.
{\displaystyle FF={\frac {P_{m}}{V_{OC}\times I_{SC}}}.}
هناك ثلاثة خوارزميات لتتبع نقطة القدرة القصوى: تشويش ومراقبة، والموصلية المتزايدة والفولتية الثابتة. الخوارزمية الأولى والثانية تعرفان بخوارزميات تسلق التّل، ويعتمدان على منحنى القدرة ضد الفولتية بحيث يتصاعد المنحنى على يسار نقطة القدرة القصوى (MPPT) ويهبط على يمينها.

## العاكسات الشمسية الصغيرة

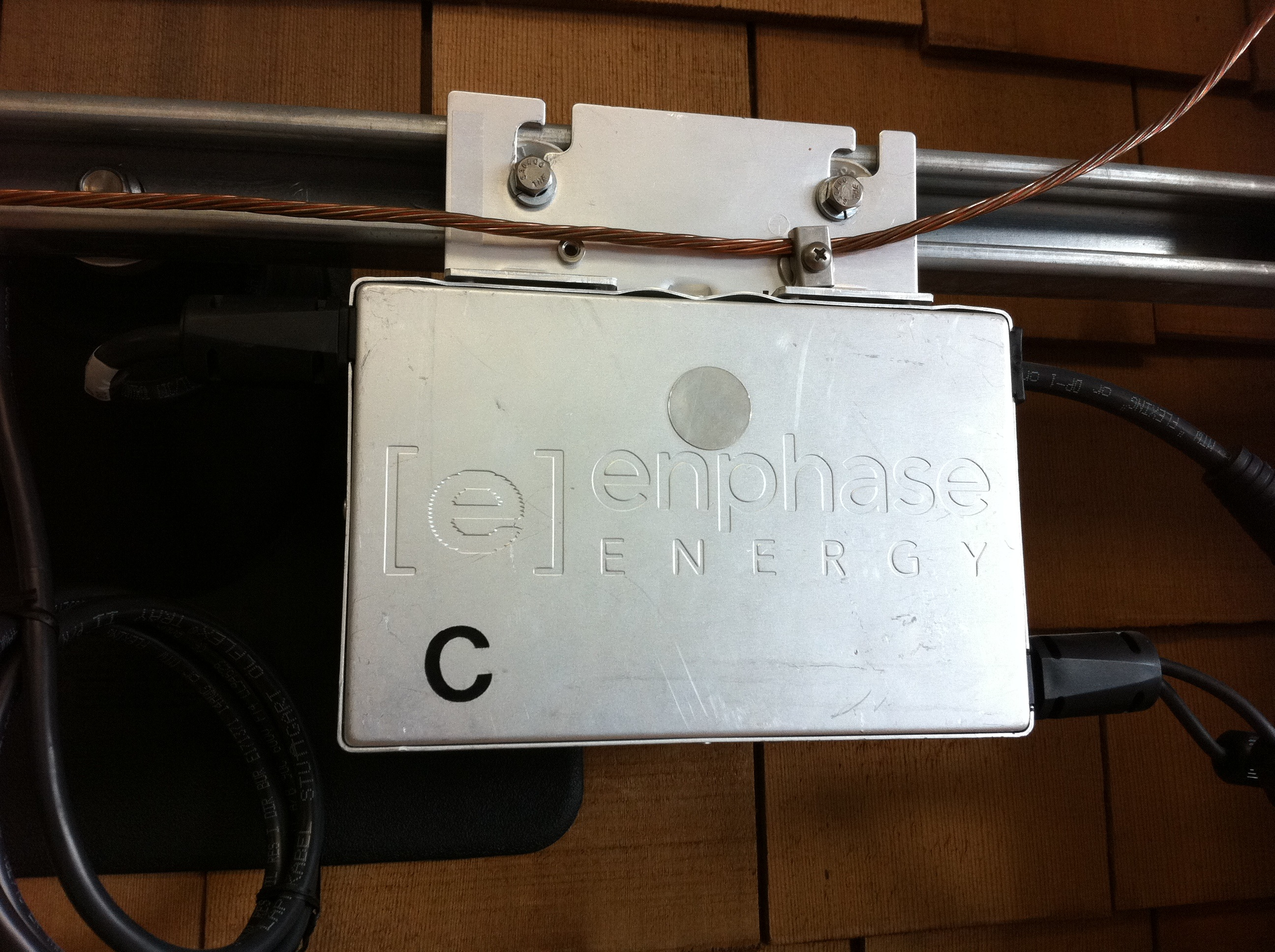
عاكس شمسي صغير خلال عملية التركيب. نلاحظ السلك الأرضي متصل مع المقبض، وتوصيلات التيار المستمر من جهة اليمين من الاسفل بينما مجرى التيار المتردد يلاحظ في الاعلى

هذا النوع من العاكسات مصمم للعمل مع لوح شمسي واحد بحيث تحول التيار المستمر (DC) إلى متردد (AC) من كل لوح بشكل مستقل عن الألواح الأخرى في المنظومة الشمسية، تصميمها يسمح بتوصيل العديدد من الوحدات المستقلة على التوازي بطريقة بنائية.
باللإضافة إلى تحسين قدرة اللوح الواحد بشكل مستقل، من مزاياها التوصيل بطريقة سهلة وسريعة كتوصيل أي قابس (مقبس) كهربائي عادي، وتحقق مستوى أعلى من السلامة للنظام في حالات الحريق حيث الذي يتضرر الجزء الذي يطاله الحريق من النظام وليس النظام بشكل كامل وذلك لأن كل لوح يعمل بشكل مستقل داخل النظام، ومن المزايا أيضاً تكلفة أقل لتصميم النظام.
أظهرت نتائج دراسة في جامعة Appalachian State University عام 2011 أن الأنظمة التي تستخدم تصميم بعاكسات شمسية صغيرة (Micro Solar inverter) أعطت 20% قدرة كهربائية أكثر في حالة الظل و 27% قدرة أعلى في حالة عدم وجود ظل من الأنظمة المصممة باستخدام عاكس شمسي واحد، علماً أن كلا التصميمين استخدم ألواح شمسية متماثلة.

## العاكسات المرتبطة بالشبكة
العاكسات المرتبطة بالشبكة مصممة لتوقف تغذية الشبكة بالطاقة الكهربائية في حال انقطاع التيار عن الشبكة. هذا الاجراء من متطلبات الكود الكهربائي الوطني (NEC)، وذلك لمنع العاكس من تغذية الشبكة بالتيار الكهربائي أثناء أعمال الصيانة لحماية العاملين.
العاكسات المتوفرة في السوق تعتمد على عدة أنواع من التكنولوجيا في عملها، إما أن تستخدم محولات ذات تردد مرتفع (high-frequency محول) أو محولات ذات تردد منخفض أو بدون محول. بدلاً من التحويل إلى 120 أو 240 فولت متردد مباشرة تقوم العاكسات التي تستخدم محولات ذات التردد المرتفع بعملية محوسبة من عدة خطوات بالتحويل إلى جهد متردد بتردد عالٍ ثم إلى جهد مستمر وأخيراً إلى الخرج المتردد بقيمة 120 أو 240 فولت. تاريخياً كان هناك مخاوف من تغذية الشبكة الكهربائية عن طريق أنظمة لا تستخدم محولات كهربائية، تلك المخاوف ظهرت بسبب نقص العزل الغلفاني (عزل كهربائي) بين دوائر التيار المستمر والتيار المتردد مما يسمح بمرور أعطال التيار المستمر إلى جهر التيار المتردد الذي يغذي الشبكة. منذ العام 2005 الكود الكهربائي الوطني (NEC) التابع لمنظمة National fire protection association (NFPA) الأمريكية سمح باستخدام العاكسات التي تعمل بدون محول، كذلك الأكواد VDE0126-1-1 و IEC6210 عدلت لتضع تعريفاً لآليات السلامة المتبعة في تصميم وصناعة هذه الأنظمة. بشكل أساسي يتم التبين من الأعطال المتوقعة بالكشف عن التسريب في التيار الأرضي، كذلك تتم اختبارات للتأكد من العزل بين جانبي التيار المتردد والتيار المستمر. الكثير من العاكسات الشمسية تصمم لتتصل بالشبكة الكهربائية ولن تزود الشبكة بالتيار الكهربائي في حال انقطاع التيار لحماية العاملين من التجزير، وتحتوي العاكسات على دارات خاصة لمطابقة التردد والفولتية والطور مع الشبكة الكهربائية.

## عاكسات الضخ الشمسية
عاكسات الضخ الشمسية تقوم بتحويل التيار المستمر القادم من الالواح الشمسية مباشرة إلى تيار متردد لتشغيل المضخات الغاطسة دون الحاجة إلى بطاريات. بالاعتماد على نقطة القدرة القصوى تقوم هذه العاكسات بمعايرة تردد الخرج للتحكم بسرعة المضخة لحماية محرك المضخة من التلف.
تحتوي عاكسات الضخ الشمسية على عدة منافذ منها لتيار الدخول القادم من الألواح الشمسية وآخر مخرج للتيار المتردد المتصل بالحمل وآخر لحساس قياس مستوى الماء